# Patrício Teixeira
Patricio Teixeira (Rio de Janeiro, 17 de março de 1893 — Rio de Janeiro, 9 de outubro de 1972) foi um cantor e violonista brasileiro.

## Vida
Patrício iniciou sua carreira cantando em serenatas na Vila Isabel e Praça Onze. Conseguiu boa popularidade com atuação no rádio, gravações e apresentações, tendo se especializado no repertório de canções folclóricas brasileiras. Atuou junto a chorões, dentre outros, tendo por companheiros Pixinguinha, Donga, João Pernambuco e Catulo da Paixão Cearense. Em 1918, fez sua primeira apresentação profissional no Clube de Xadrez de Petrópolis. A partir da década de 20, realizou gravações nas companhias Odeon, Parlophon, Columbia e Victor. 
Nasceu na Praça Onze e não conheceu o pai nem a mãe. De 1910 a 1915, acompanhava-se ao violão, fazendo serenatas na Vila Isabel e na Praça Onze. 
Com o aparecimento do rádio, foi um dos pioneiros participando como cantor inicialmente na Rádio Clube do Brasil, passando para a Guanabara, Cajuti, Sociedade, Mayrink Veiga e outras. Somou quase trinta anos prestando serviços em emissoras de rádio.
Gravou diversos discos, interpretando valsas, modinhas, lundus, sambas etc. 
Trabalhou com Pixinguinha, Donga e os Oito Batutas, e nas décadas de 20 e 30 emplacou vários sucessos: "Casinha Pequenina", "Trepa no Coqueiro" (Ari Kerner), "Gavião Calçudo" (Pixinguinha), "Xoxô" (Luperce Miranda), "Cabide de Molambo" (João da Baiana), "Sete Horas da Manhã" (Ciro de Souza). Um de seus sucessos, "Não tenho lágrimas", está na trilha sonora do clássico filme "Touro Indomável", de Martin Scorsese e com Robert de Niro no papel principal.
Teve atuação destacada como professor de violão e canto. Algumas de suas alunas foram Aurora Miranda, Linda Batista e as irmãs Danuza e Nara Leão, além da atriz Maria Lúcia Dahl.

## Maiores sucessos
- Gavião Calçudo (Pixinguinha e Cícero de Almeida), 1929;
- Xo-xo (Luperce Miranda) em dueto com Francisco Alves, 1930;
- Samba de fato (Pixinguinha e Cícero de Almeida) 1932;
- Perdi minha mascote (João da Baiana), em dueto com Carmen Miranda, 1933;
- Sabor do samba (Kid Pepe e Germano Augusto) 1934;
- Não tenho lágrimas (Mílton de Oliveira e Max Bulhões), 1937;
- Diabo sem rabo (Milton de Oliveira e Haroldo Lobo), 1938;
- No tronco da amendoeira (Mílton de Oliveira), 1939;
- Sete horas da manhã (Ciro de Sousa), 1941.